# Siamanna
Siamanna – miejscowość i gmina we Włoszech, w regionie Sardynia, w prowincji Oristano.
Według danych na rok 2004 gminę zamieszkiwały 863 osoby, 30,8 os./km². Graniczy z Allai, Ruinas, Siapiccia, Simaxis i Villaurbana.